# Борнейский дымчатый леопард
Борнейский дымчатый леопард, или калимантанский дымчатый леопард (лат. Neofelis diardi) — вид семейства кошачьих. Ранее считался подвидом дымчатого леопарда, однако молекулярно-генетические исследования, проведённые в 2006 году, показали, что эта форма откололась от материкового дымчатого леопарда от 1,4 до 2,9 миллиона лет назад. В 2008 году исследования ДНК, узора шерсти и морфологии черепа и челюстей открыли учёным, что оба вида дымчатых леопардов в такой же степени отличаются друг от друга, как и другие виды кошачьих. Видовой эпитет дан в честь французского естествоиспытателя Пьера-Медара Диара (1794—1863).

## Внешний вид
Борнейский дымчатый леопард достигает длины тела от 70 до 105 см, длина хвоста составляет от 60 до 85 см, а вес находится в пределах от 10 до 25 кг. Самцы, как правило, крупнее самок. У этого вида более длинные клыки и более толстые хищные зубы верхней челюсти, чем у дымчатого леопарда. Пятна на шерсти более мелкие и тёмные, причём внутри контуров пятен можно нередко увидеть более мелкие пятна. Шерсть более тёмная и серая, по спине тянется тёмная полоска.

## Распространение и среда обитания

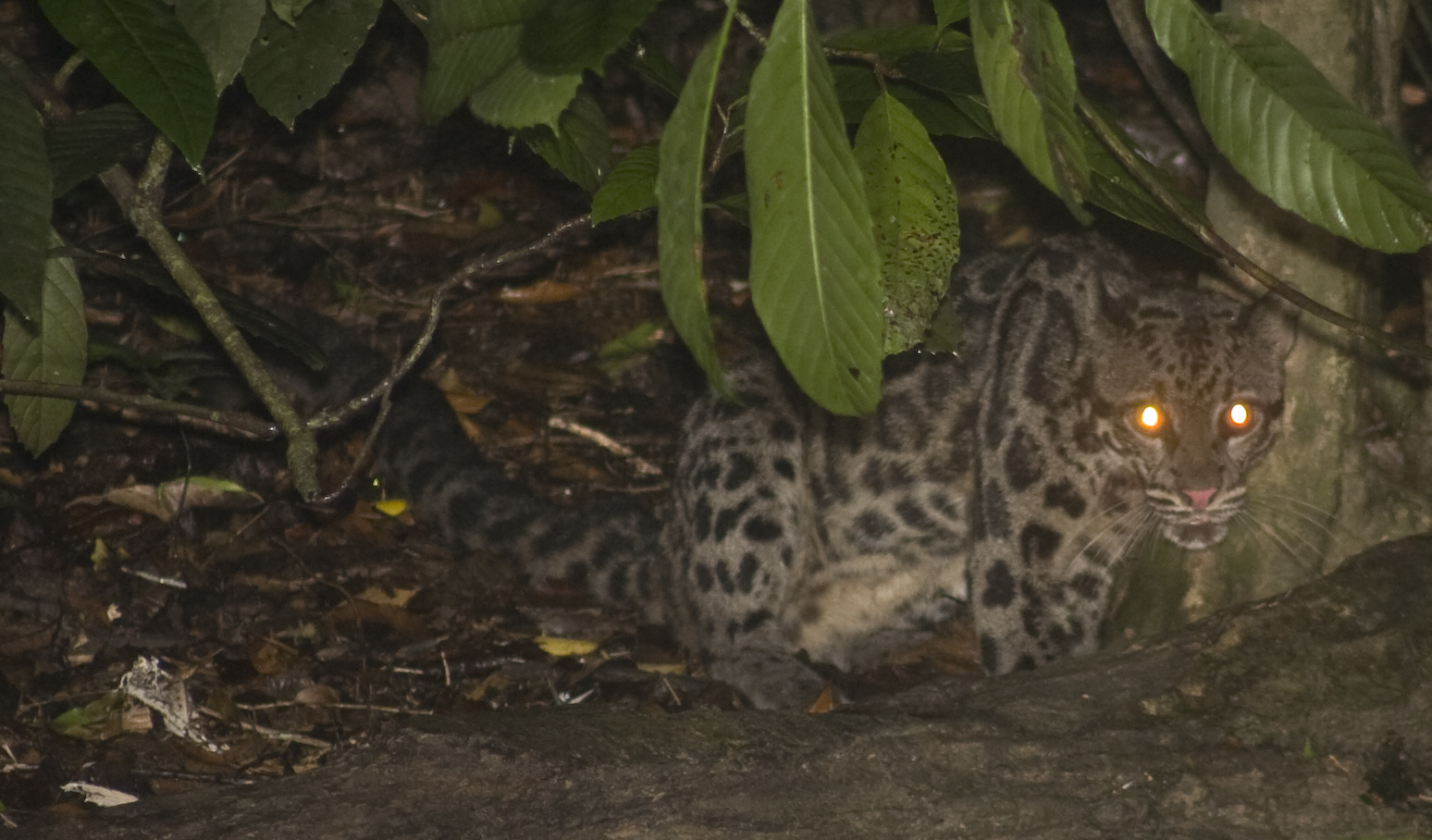
Neofelis diardi в низовьях реки Кинабатанган

Борнейский дымчатый леопард обитает на островах Борнео и Суматра. О предпочтениях борнейского дымчатого леопарда к среде обитания мало известно. Ранее предполагалось, что его ареал ограничивается вечнозелёными реликтовыми дождевыми лесами, находящимися на высотах до 2000 м. Однако более новые исследования показывают, что он приспособлен к разным средам обитания, в том числе к саваннам и манграм. По оценкам на 2015 год, на Калимантане и Суматре обитают около 4500 особей дымчатого леопарда, из них 3800 на Калимантане и 730 на Суматре. 

## Угрозы
Калимантанский дымчатый леопард является крупным хищником и имеет очень мало естественных врагов. На них незаконно охотятся люди из-за красивой шубки, а также некоторых частей тела, которые используются в традиционной медицине. На Суматре, дымчатые леопарды соседствуют с тиграми, но нет подтвержденных данных относительно угрозы со стороны более крупных сородичей. Большую часть светлого времени суток эти животные остаются на высоте, по-видимому, чтобы избежать тигров. Они очень хорошо замаскированы, что, вероятно, помогает снизить риск хищничества.

## Образ жизни
Данный вид активен главным образом в ночное время, однако там, где его не беспокоят, его изредка можно увидеть и днём. Как и большинство представителей семейства кошачьих, леопард, по-видимому, ведёт одиночный образ жизни. Вне брачного сезона единственные продолжительные контакты состоят между самкой и её потомством. Длинный и толстый хвост этого животного, широкие ступни и короткие ноги позволяют предположить, что леопард хорошо приспособлен к жизни на деревьях, однако большинство свидетельств на острове Борнео говорили о том, что он предпочитает наземную активность.

## Размножение
Данные о воспроизводственном поведении этого вида имеются только от особей, содержавшихся в неволе. Срок беременности составляет от 85 до 109 дней, в среднем, однако, от 86 до 93 дней. Самка рождает на свет от одного до пяти детёнышей, наиболее частыми являются роды двух детёнышей. Твёрдую пищу они начинают принимать спустя 7—10 недель, однако продолжают сосать молоко до возраста 11—14 недель. Половая зрелость наступает в возрасте 20—30 месяцев.

## Питание
Добычу леопарда составляют различные позвоночные, в том числе замбары, мунтжаки, оленьковые, мелкие приматы (макаки, лангуры), бородатые свиньи, мусанги, дикобразы, рыба и птицы.

## Охранный статус
Борнейский дымчатый леопард определён МСОП в категорию «уязвимых» (vulnerable). Достоверных данных о его численности нет. В ходе исследования в заповеднике Tabin Wildlife Reserve в малайзийском штате Сабах плотность его популяции была оценена в девять особей на 100 км², в среднем всего 1 особь на 100 км² подходящих мест обитания. На Суматре этот вид более редок, чем на Борнео. Одной из причин этого может более высокая плотность населения и освоенность территории Суматры, площадь подходящих мест обитания на Суматре значительно меньше, чем на Борнео. Тенденции разрушения его жизненного пространства, деградация и вырубка лесов под плантации каучука или масличной пальмы за последнее время на Борнео и Суматре усилились и являются наибольшей угрозой для выживания этого вида больших кошек. Другая угроза для вида —  браконьерство и истребление охотниками диких животных, являющихся добычей для дымчатого леопарда.